# Хейнен, Брайан
Бра́йан Хе́йнен (нидерл. Bryan Heynen; 6 февраля 1997 года, Бельгия) — бельгийский футболист, полузащитник клуба «Генк».

## Клубная карьера
Брайан занимался в академии «Генка» с семи лет. С сезона 2014/15 привлекался к тренировкам в основной команде.
С сезона 2015/16 стал основным опорным полузащитником коллектива. 25 июля 2015 года дебютировал в Лиге Жюпиле в поединке против «Лёвена», выйдя на замену на 66-й минуте вместо Вилфреда Ндиди. Всего в чемпионате провёл 10 встреч, все в первой части сезона.
Летом 2015 года подписал контракт с «Генком» сроком на два года с возможностью продления ещё на два.

## Карьера в сборной
В 2013 году вызывался в сборную до 16 лет, с тех пор больше приглашений не получал.

## Достижения
«Генк»
- Чемпион Бельгии: 2018/19